# Guatlla pintada batallaire
La guatlla pintada batallaire (Turnix suscitator) és una espècie d'ocell de la família dels turnícids (Turnicidae) que habita pastures i matoll de l'est del Pakistan, l'Índia, Sri Lanka, Myanmar, Sud-est asiàtic, est de Tibet, sud-est de la Xina, Hainan, Taiwan, illes Ryukyu, Filipines, Sumatra, Java, illes Petites de la Sonda i Sulawesi.